# Advanced Energy Materials
Advanced Energy Materials — це рецензований науковий журнал, видавництва Wiley-VCH Verlag, що охоплює дослідження, пов’язані з енергетикою, зокрема фотоелектричні елементи, батареї, суперконденсатори, паливні елементи, водневі технології, термоелектрику, фотокаталіз, технології сонячної енергії, магнітне охолодження та п’єзоелектричні матеріали.
Advanced Energy Materials публікує запрошені огляди та звіти про хід роботи, повні статті та швидкі повідомлення. Заснований в 2011 р., Advanced Energy Materials почав виходити як щомісячний журнал у 2012 році та перейшов на періодичність 18 випусків на рік у 2014 році, кожні два тижні у 2016 році, 36/рік у 2018 році та щотижня у 2019 році.
Згідно з Journal Citation Reports (Clarivate Analytics), коефіцієнт впливовості журналу в 2022 році становив 27,8.

## Тематика
Advanced Energy Materials охоплює всі теми досліджень, пов’язаних з енергетикою, зокрема:
- органічні та неорганічні фотовольтаїки
- батареї та суперконденсатори
- паливні елементи
- виробництво та зберігання водню
- термоелектрики
- розщеплення води та фотокаталіз
- сонячне паливо[en] та геліотермальна енергетика
- магнітокалорики
- п'єзоелектрика

## Реферування та індексування
Журнал реферується та індексується за:
- Science Citation Index
- Current Contents / Інженерія, обчислювальна техніка та технології
- Current Contents / Фізичні, хімічні науки та науки про Землю
- ENERGY
- Inspec
- Materials Science Citation Index
- Science Citation Index Expanded